# FM Towns

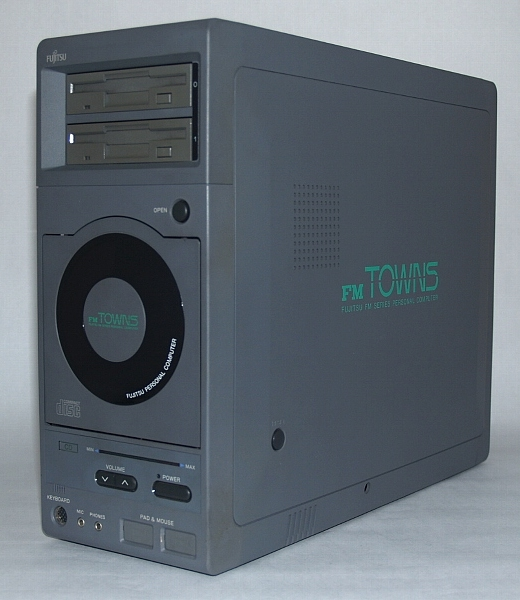
FM Towns, Modell 2F

Der FM Towns (Fujitsu Micro) ist ein zwischen 1989 und 1997 in Japan verkauftes Computersystem.

## Geschichte
Es wurde von Fujitsu gebaut und orientierte sich an der Hardware der damals gängigen PCs, ohne jedoch zu diesen kompatibel zu sein. Obwohl das Gerät für die Zeit um 1990 eine sehr gute technische Ausstattung hatte, unter anderem bereits ein CD-ROM-Laufwerk, lange bevor sich dies im restlichen PC-Markt durchsetzen sollte, wurde es nie über Japan hinaus bekannt und ist heute eine extreme Rarität. Die Bedeutung des Gerätes zeigt sich aber daran, dass viele Computerspiele der frühen 90er auf das System portiert wurden – für gewöhnlich in höherer Qualität (z. B. mehr Farben, besserer Ton).
Basierend auf dieser Plattform entwickelte Fujitsu ab 1993 die Konsole FM Towns Marty, die vollwertige Computerspiele aufgrund eines handelsüblichen 3,5 Zoll Diskettenlaufwerks abspielen konnte.

## Namensgebung
Der Name „FM Towns“ stammt noch vom verwendeten Entwicklungs-Codenamen: „Townes“. Dieser war eine Hommage an den Nobelpreis-Gewinner von 1964 in Physik, Charles H. Townes. Damit folgte Fujitsu der eigenen Tradition, PC-Produkte nach Nobelpreis-Gewinnern zu benennen. Als das System in die Produktion ging, wurde das „e“ in „Townes“ weggelassen, um eine Aussprache als „Towns“ anstelle von „Tau-Ness“ zu unterstreichen; das „FM“ stand für „Fujitsu Micro[computer]“.

## Hardware
- Hauptprozessor: 80386er Prozessor mit 16 MHz Taktfrequenz, 80387-Koprozessor möglich
- Arbeitsspeicher: 1–2 MB, max. 6 MB möglich
- Grafik: VGA, verschiedene Videomodi von 320×240 bis 640×480 Pixel, mit 16 bis 32768 Farben gleichzeitig aus einer Palette von 4096 bis 16,7 Millionen – je nach Videomodus.
- Ton: Yamaha YM-2612 für 6 Audiokanäle, Ricoh RF5C68 für Sprachausgabe
- Laufwerke: 1×3,5″-HD-Diskettenlaufwerk, 1×1-fach CD-ROM-Laufwerk
- Betriebssystem: TownsOS (basierend auf MS-DOS, jedoch nicht kompatibel)